# Tirath Das Dogra

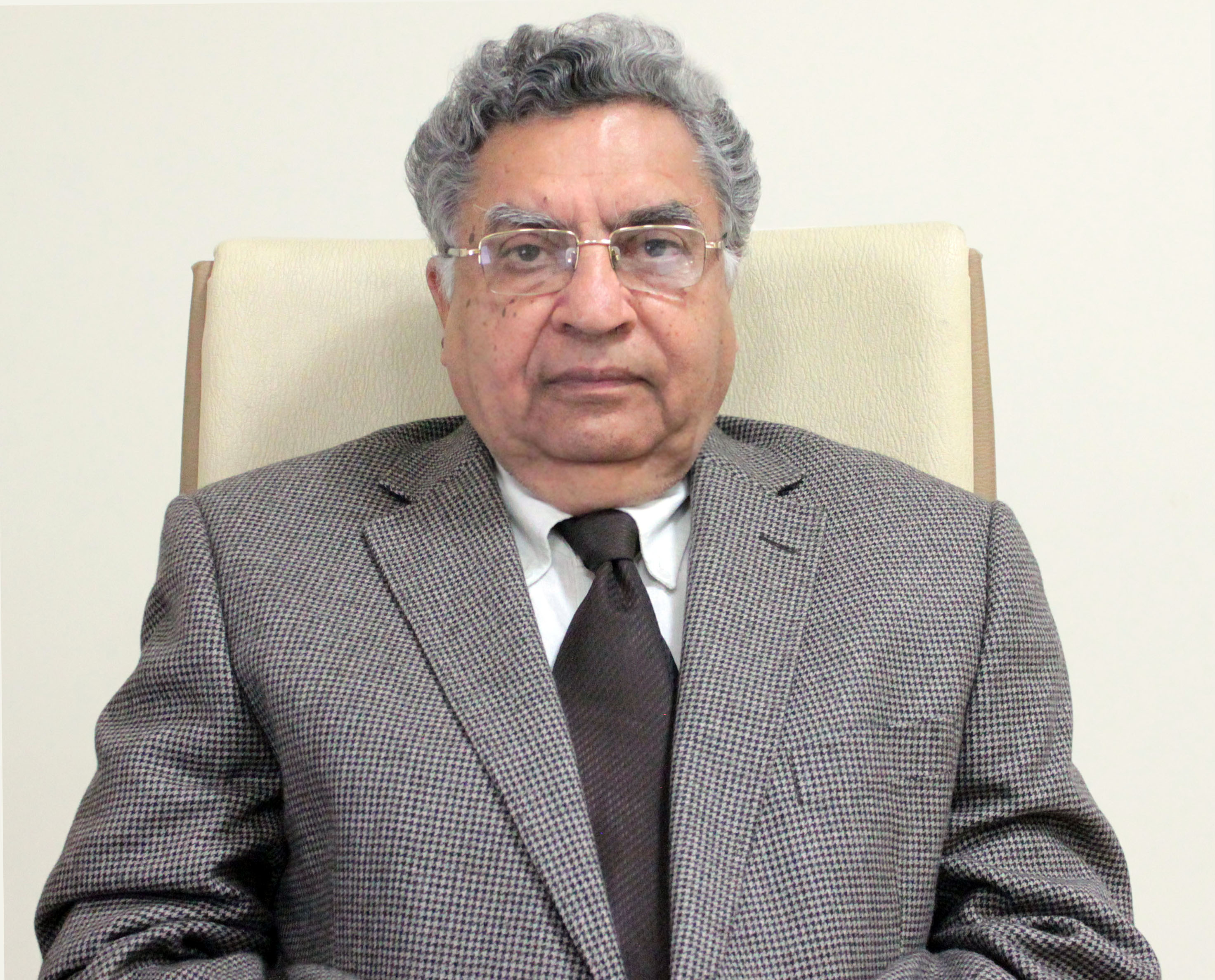
Tirath Das Dogra 2009

Tirath Das Dogra (Hindi तीरथ दास डोगरा; * 18. Juli 1947) ist ein indischer Pathologe. Er etablierte die forensische Toxikologie und DNA-Analyse in Indien, außerdem wurde er mit der Untersuchung einiger brisanter Todesfälle betraut.

## Leben und Werk
Dogra wurde in Badi Brahmana bei Jammu geboren. 1959 zog sein Vater nach Bikaner um. 1964 erhielt er einen Abschluss in Medizin am Sardar Patel Medical College in Bikaner. Von 1971 an arbeitete Dogra für das All India Institutes of Medical Sciences (AIIMS).
1987 eröffnete Tirath Das Dogra eine Abteilung für Toxikologie und 1991 das erste DNA-Labor Indiens am AIIMS.
Während seiner Zeit als Direktor des AIIMS Delhi ließ er eine neue große Klinik in Jhajjar errichten. 2006 wurde das JPNA Apex Trauma Center fertiggestellt.
Nach seiner Emeritierung am AIIMS im Jahr 2013 wurde er Prokanzler der neu gegründeten SGT University in Budhera bei Gurgaon.

## Forensische Arbeit
Dogra wurde unter anderem zur Untersuchung der Todesfälle Indira Gandhi, Lalit Maken und Gamini Dissanayake als Gutachter herangezogen.
Eine von ihm entwickelte Methode zur Schussbahnrekonstruktion, genannt Dogra's test ist heute verbreitet bei der indischen Polizei.